# Географија Јерменије
Јерменија је континентална држава у региону Кавказа, на граници између Европе и Азије. Смештена је на североистоку јерменске висоравни (која се још назива и историјском Јерменијом), између Црног и Каспијског мора, док је са севера и истока окружена планинским ланцима Малог Кавказа. Граничи се са Грузијом, Азербејџаном, Ираном и Турском, те одметнутом и де факто независном Републиком Нагорно-Карабах.

## Географски положај
Јерменија обухвата подручје Кавкаског региона између 38° и 42° северне географске ширине и између 43° и 47° источне географске дужине. Њен географски положај је за њу саму изразито неповољан и увек је доносио много проблема јер је смештена између три моћне државе: Русије на северу, Турске на југоистоку и Ирана (Персије) на југу. Од североозапада ка југоистоку протеже се дужином од око 350 km, док је највећа ширина у правцу од запада ка истоку 200 km. Државна територија је смештена у међуречју две велике кавкаске реке Аракса на југу и Куре на северу. Од Каспијског језера удаљена је свега 75 km, док је Црно море 145 km западније. 960 km јужније је Персијски залив.
На северу се Јерменија граничи са Грузијом (164 km), на истоку и југозападу је Азербејџан (787 km, укључујући ту и границе са Нахичеванском аутономном републиком и Нагорно Карабахом), Турска (268 km) је на западу, док на југу граничи са Ираном (35 km). Укупна дужина граница је 1.254 km.

## Геологија и тектоника
Кавкаски масив се издигао на данашњу висину током млађег алпског орогена, а издизања су активна и данас што за последице има разорне и честе земљотресе. Према истраживањима Јерменског друштва за сеизмологију и физику, 94% свих катастрофалних догађаја у историји Јерменије има везе са страховитим земљотресима (кроз векове многе од престоница су често страдале у катастрофалним земљотресима) . Према историјским подацима, максимална јачина земљотреса у задњих 2000 година износила је 10° МКС (од могућих 12°).
Најтрусније зоне су дуж раседа, а најјачи трусови се јављају на местима укрштања два или више раседа. Главне активне раседне зоне су:
- Гарнијски расед;
- Памбак - Севански расед;
- Ахурјански расед и
- Желторјеченско-саригамишка раседна зона.

Око 70% територије се налази у оквиру изосеисте од 8°, док је преосталих 30% у зони опасности од трусова јачине 7° МКС скале. Жаришта трусова су обично у плићим деловима литосфере (до 35 km дубине), док су форшок и афтершок таласи знатно мањег интензитета. Просечно жаришта трусова се налазе на дубини између 10 и 15 km.
Последњи катастрофални земљотрес десио се децембра 1988. године код града Спитака на северу земље. Магнитуда потреса износила је 7,2°. Градић Спитак је сравњен са земљом, баш као и многи други градови (укључујући и Гјумри други по величини град у земљи). Потрес се осетио на преко 40% територије Јерменије и у околним државама. Страдало је 25.000 људи, док је преко пола милиона остало без крова над главом.

## Рељеф
Јерменија је типична планинска земља смештена у региону Закавказја. Преко 90% њене територије, од укупно 29.800 км², се налази изнад 1.000 м надморске висине, од тога је око половина изнад 2.000 м, док је свега 3% територије ниже од 650 м надморске висине. Најнижи делови су у долинама река Аракс (на југу) и Дебед (на североистоку), и њихова надморска висина је 380 м, односно 430 метара. Највиши врх у земљи је планина Арагац чија је надморска висина 4.095 м.
Јерменија обухвата североисточни део Јерменске висоравни. Северним делом земље се простире Мали Кавказ, који се даље у виду ланца спушта ка југоистоку дуж данашње јерменско-азербејџанске границе, па све до границе са Ираном. У рељефном погледу се издвајају средње високе планине које су међусобно одвојене дубоким долинама и клисурама. Југозападно од Кавказа пружа се вулканска Јерменска висораван која заузима око трећине државне територије. Она се протеже од Џавахедских планина на северозападу до Карабашких планина на југоистоку. Рељеф је овде доста раван и питом, и доминира равна вулканска висораван са ерозивним долинама и са ње се уздижу усамљени вулкански врхови (Гегамски, Вардениски). Највиши од њих Арагац је уједно и највиши врх Јерменије.
Јужно од вулканске висоравни и масива се налази Араратска равница, која се протеже низводно од ушћа реке Ахурјан у Аракс. Јерменији припада низија уз леву обалу Аракса, док је десна обала у саставу Турске и једним малим делом Азербејџана (Нахчиван). Низија се постепено спушта ка долини Аракса, а њена дужина је око 90 km.
На крајњем југу земље се налазе високе и непроходне планине испресецане дубоким клисурама. Дуж границе марза Сјуник и Нахичевана је високи Зангезур (највиши врх Капуџух лежи на 3.905 м надморске висине). У том подручју је јако изражена висинска зоналност и оштра клима, док је вегетација јако оскудна.
У источном делу земље налази се пространа Севанска котлина у чијем централном делу је највеће језеро у региону, језеро Севан. Котлина је са свих страна окружена високим планинама. На западу је ограничавају Гегамске планине, на југу су Вардени, југоистоку Источно-севанске планине. На истоку су Севанске планине, а на североистоку је планина Арегуни.

### Равничарска подручја
Република Јерменија је планинска земља и већа континуирана равничарска подручја на територији ове земље су јако ретка. Најчешћи равничарски видови рељефа представљени су плитким котлинама и вулканским платоима.
Равничарска подручја у Јерменији обухватају укупну површину од 4.720 km² или 15,5% површине земље. Највећа и најважнија од њих је Араратска равница која са 3.300 km² површине чини 70% свих равничарских подручја Јерменије. Значајнија долинска подручја су и Ширакска равница (површине 600 km²), Лоријска котлина (325 km²) и Масрикска равница (око 300 km²).

## Рудна богатства
Подручје Јерменије је захваљујући својој интензивној вулканској прошлости богато разним врстама руда метала и неметала. Индустријски значај имају руде црних и обојених метала, камене соли, бентонита, ватросталне глине, опсидијана, дијатомита, травертина, туфа, мермера, андезита и других. Постоје и лежишта полудрагог и драгог камења као што су ахат, аметист, тиркиз, опсидијан и јаспис. Утврђено је постојање 20 лежишта руда и метала: 3 бакра, 6 молибдена, 5 полуметаличних (олово, цинк и др.), 4 злата и 2 железа.
Највеће су залихе руда бакра и молибдена код Каџаранског и Техутског ревира. По резервама молибдена Јерменија је међу првима на свету. Постоје и значајна лежишта злата и других племенитих метала, те угља.

## Клима
Климатска слика Јерменије је веома разноврсна. Захваљујући свом географском положају између две велике акваторије, високим планинама које је окружују и надморској висини може се издвојити 6 климатских варијација на тлу Јерменије.
Температура ваздуха углавном зависи од надморске висине. Високе планине спречавају продор маритимних утицаја са Црног мора што доводи до великих температурних колебања на годишњем нивоу (температура опада са надморском висином). Просечне зимске температуре ваздуха на Јерменској висоравни су око 0 °C, а летње око 25 °C. Просечна количина падавина је од око 200 мм у низијским до преко 800 mm у планинским подручјима (на годишњем нивоу).
Иако је према географској ширини Јерменија у суптропском појасу, само најјужнији делови земље се одликују суптропском климом. Тако се код града Мегрија на крајњем југу (на реци Аракс на граници са Ираном) узгајају типичне суптропске културе попут лимуна, поморанџи, маслине, абонос, смокве и друге културе. На планинским подручјима доминира оштра алпска клима, док су висоравни и низије под утицајем изразито континенталног климата са врелим летима и оштрим и снежним зимама. Просечне јануарске температуре ваздуха у нижим подручјима су око -5 °C, а јулске око +25 °C; у планинама у просеку од -6 °C у јануару до +20 °C у јулу. Количина падавина расте са надморском висином. Најсушнија је Араратска равница у којој просечно падне свега 200 – 250 mm талога годишње, у централним деловима просек је око 500 mm, док у планинама годишње падне између 700 и 900 mm талога. Најкишовити део земље је у покрајини Лори која је обрасла бујним четинарско лишћарским шумама.

## Хидрологија
Све јерменске реке припадају сливу Каспијског језера у које се одводњавају преко Аракса и Куре. Аракс је највећа и најважнија река, и његовом сливу припада 76% укупне површине и уједно представља природну границу према Ирану и већем делу Турске. Његове највеће притоке у Јерменији су Ахурјан (такође гранична река према Турској), Храздан који је отока језера Севан, Севџур, Азат, Арпа, Воротан и Вохчи. Североисточни делови се одводњавају према реци Кури, а њене највеће притоке у Јерменији су Дебед и Агстев. Уједно долине Дебеда и Агстева служе и као главне саобраћајне везе између северних и централних делова земље.
Од укупне количине падавина током године (између 15 и 18 милиона m³) чак 2/3 испари док свега 1/3 образује надземне или подземне водотокове. Густина речне мреже зависи од састава земљишта, тако у кречњачким подручјима доминирају подземни токови, док у рејонима са чвршћом основом доминирају површински токови.

### Реке
У Јерменији постоји укупно 9.480 мањих и већих водотока, од којих чак 379 има ток дужи од 10 km, а укупна дужина речне мреже износи 23.000 km. Неравномеран распоред хидролошких ресурса одразио се и на варијације у густини речне мреже која износи од 0 до 2,5 km/км² (у просеку 0,8 km/км²).
Реке су веома снажне и богате хидроенергијом, пуне су брзака (посебно у горњим и средњим деловима тока), непловне су и углавном теку кроз уске клисуре дубине 300 до 400 м. Највиши водостај је у пролеће када се топи снег на планинским подручјима, док је током лета и јесени ниво воде у рекама знатно нижи.

### Језера
Језеро Севан које је широко преко 70 km и дугачко 376 km представља највећи слатководни резервоар не само у Јерменији него на целом Кавказу. Налази се у котлини на надморској висини од 2.070 м. Поред Севана, постоји још око 300-тињак мањих језера широм земље, укупне запремине око 300 милиона m³ воде. Највећи део језера се храни путем падавина. Изузетак је малено језерце Ајгр у Араратској равници које се храни путем извора на дну. 

### Подземне воде
Сваке године преко 3 милиона m³ воде заврши под земљом, обично у виду подземних потока и резервоара, који касније путем артешких издани избијају на површину. У доста случајева та вода се на поршини манифестује у виду бара и мочвара. У Араратској низији се под притиском артешких издани периодично формирају баре и мочваре на површини од 1.500 км². Већина барица је исушена средином 1950-их и та подручја су култивисана.
Подземни извори се користе за наводљавање и водоснабдевање. Чак 96% воде за пиће у Јерменији је овог порекла. Вода је изразито високог квалитета, и у највећем броју случајева нијеје потребно додатно прерађивати.

### Вештачка језера
На свим рекама изграђено је 75 вештачких језера укупне запремине 960,0 милиона m³, а тренутно се гради још 10 вештачких акумулација запремине 396 милина m³ (по подацима за 2002) Највеће акумулације су: Арпи и Ахурјанска (на реци Ахурјан) те Апаранска на реци Касах. Њихова вода се углавном користи за наводњавање и индустрију.

### Искориштавање водних ресурса
Активно се искориштавају и надземни водотоци и подземне воде. Подземне воде, које чине 27% водопривредне активности се углавном искориштавају за домаћинства и као вода за пиће. Вода из вештачких језера се углавном користи за наводњавање (чак 85%) и индустрију.
Укупан хидроенергетски потенцијал је процењен на 1.700.000 kWh електричне енергије, од којих се сада искориштава неких 40%. Највећи број хидроелектрана се налази на реци Храздан, чак 8 у низу. Са циљем интензивнијег развоја иригационе мреже граде се нови канали. Највећи вештачки канали су: Арзни - шамирамски канал, Арташатски, Доњохраздански, Котајски, Октобарски, Ширачки и Ечмијадзински. Ечмијадзински канал је интересантан јер је изскопан још у 5. веку пре нове ере у доба државе Урарту. Да би се избегло константо губљење воде из језера Севан изграђена су два канала за довод воде у језеро: од реке Воротан ка реци Арпа и даље ка Севану.

## Земљиште
Земљишни слој је веома разноврстан и шаролик. Према типовима земљишта, Јерменија се може поделити на 5 зона:
- Полупустињска земљишта се углавном налазе у Араратској равници, на надморским висинама између 850 и 1.250 m, и заузимају површину од око 236.000 хектара. Карактерише их јако низак проценат хумуса, свега око 2%. Најтипичнији пример таквог земљишта је у полупешчаној пустињи Гораван (површине око 300 хектара).
- Степска земљишта заузимају површину од 797 хектара и налазе се на висинама од 1.300 - 2.400 m. Деле се на подручја чернозема (718.000 хектара у Араратској котлини, Шираку, Лорију, Севанском басену и на југу у Сјунику), ливадски чернозем (13.000 хектара у Лорију, Шираку и Севанском басену), наплавине (48.000 хектара у долинама река и у исушеним деловима Севана). Зона чернозема и ливадског чернозема се одликује високим процентом хумуса (12 до 13%), док је садржај хумуса у плавинама значајно нижи (до 4%).
- Сува степа је прекривена смеђим тлом и заступљена је на оцедитијим деловима (на Араратском побрђу, Вајотс Џору и Сјунику, на надморским висинама између 1.250 и 1.950 m. Заузимају површину од 242.000 хектара, имају доста низак проценат хумуса (2-4%), каменита су и сува.
- Шумска земљишта заузимају укупно 712.000 хектара површине на висинама између 500 и 2.400 m, и доста су богата хумусом (4-11%).
- Планинске ливаде заузимају површину од 629.000 хектара на висинама између 2.200 и 4.000 m. Јављају се у свим планинским областима Јерменије (осим у Шираку). Деле се на планинске ливаде и степе. Концентрација хумуса је изразито висока (и до 20%).

## Живи свет
Захваљујући неприступачном и разноликом терену и климатским варијацијама, на територији Јерменије се развио специфичан и шаролик живи свет.
Живи свет припада следећим биомима:
- - Полупустињски појас
  - Степски појас
  - Шумски појас
  - Субалпски појас
  - Алпски појас.

### Флора
Биљни свет је веома разноврстан. Регистроване је постојање 143 врсте алги, 4200 врста гљива, 290 врста лишајева (од којих се 190 настанило у басену Севана), 430 врста маховина, 2 врсте ликоподијума, 6 врста раставића, 38 врста папрати, 9 врста голосеменица и 3015 врста скривеносеменица.
Постоји око 120 ендемских врста, што чини 3% целокупне флоре Јерменије.

### Фауна
Регистровано је постојање око 155 врста мекушаца (од чега је 141 врста пужева и 14 врста шкољки), око 16.845 врсти зглавкара (2.000 врста паукова и 14.845 врста инсеката). Међу бескичмењцима је око 316 ендемских и око 100 заштићених врста.
Постоји и више различитих врста кичмењака. Од риба издвајају се 22 врсте шарана, 5 врста лососа, 2 врсте крезубица и једна врста сома. Ендемска врста је севанска пастрмка (или „ишхан“), јерменска харинга, севанска мрена, деверика.
Класа водоземаца је представљена са 8 врста. Од жаба најраширеније су зелена жаба и крастаче, кавкаска жаба (у зони планинских степа), шељковникова гаталинка (у северној шумској зони), малоазијска гаталинка (на југу), сиријска жаба, малоазијски тритон (на северу).
Посебно се истиче велика разноврсност гмизаваца. Од 156 врста у целом бившем Совјетском Савезу чак 53 се налазило на територији Јерменије. Међутим данас је већина њих на листи угрожених врста. Постоје 3 врсте корњача, 26 врста гуштера и 24 врсте змија.
У свету птица постоји 349 врста, од којих су најраспрострањенији врапци (146 врста), мочварице (62 врсте), соколови (35 врста), пловуше (28 врста), ждралови (13 врста).
Постоје и 83 врсте сисара. Ендемске врсте су јерменски муфлон, малоазијски скочимиш, планинска ласица, кавкаски миш, араксијанска сова ушара.

## Екологија и заштита природе
Укупно 10% површине Јерменије су заштићене еколошке зоне. Постоје 23 национална природна резервата, 2 национална парка и неколико паркова природе.
- Гарнијски парк природе заузима површину од 14.600 хектара на западним обронцима Гегамских планина. У парку је регистровано 1.686 врста биљака (половна целокупне вегетације у држави), а 146 врста је регистровано у јерменској Црвеној књизи. Од 171 врсте животиња, 60 врста су ендемске.
- Шикахогски резерват заузима површину од 10 хектара у Сјунику у басену река Шикаох и Цав. Парк је обрастао заштићеним грабово-храстовим шумама.
- Еребунски парк се налази обухвата 89 хектара површине недалеко од Јеревана. У њему живи око 293 врсте биљака (углавном траве), 17 врста гмизаваца, 50 врста птица (препелице, јаребице), разне врсте сисара (лисица, ласица итд).
- Дилиџански национални парк (до 2002. резерват природе) заузима површину од 27.995 ха у долинама река Гетик и Агстев. Од 900 врста биљака, угроженим се сматра 35 њих. Доминирају шуме букве, храста и тисе.
- Севански национални парк заузима површину од 150.100 хектара. Обухвата целу површину језера Севан и око 25.000 ха земљишта на обалама језера.

## Административна подела
Јерменија је подељена на 11 административних дивизија, од којих су 10 покрајине (јерм. մարզ, марз, односно марзер у множини) и на подручје града Јеревана (јерм. Երևան). Влада именује гувернера сваког региона (марзпет је гувернер марза) док главним градом управља градоначелник кога именује лично председник државе.
Сваки регион је подељен на општине (хамајнк) а сваку општину чини од једног до неколико насеља (варошица и села), а 2007. у Јерменији је било 49 урбаних (градови и вароши) и 866 руралних средина. Град Јереван је подељен на 12 дистриката.
Историја'
Совјетска Јерменија је била подељена на управне округе (до 1928. их је било 10) и то на њих 5 (Зангезурски, Ленинакански, Лоријски, Севански и Јеревански) који су се даље делили на мање регионе. Број округа је варирао до 1952. када је извршена нова подела на три округа (Јеревански, Кировакански и Ленинакански) и такав систем административне поделе је важио све до 1995. (са честим изменама) када је уведена садашња подела на марзеве.
| Марз       | Оригинално име | Површина, км² | Становника  | Центар     |
| Арагацотн  | Արագածոտնի     | 2. 755        | 126. 278    | Аштарак    |
| Арарат     | Արարատի        | 2. 003        | 252. 665    | Арташат    |
| Армавир    | Արմավիրի       | 1. 241        | 255. 861    | Армавир    |
| Вајоц Џор  | Վայոց Ձորի     | 2. 406        | 53. 230     | Јехегнаџор |
| Гехаркуник | Գեղարքունիքի   | 3. 655        | 215. 371    | Гавар      |
| Јереван    | Երևան          | 227           | 1. 088. 300 | —          |
| Котајк     | Կոտայքի        | 2. 100        | 241. 337    | Храздан    |
| Лори       | Լոռու          | 3. 791        | 253. 351    | Ванадзор   |
| Сјуник     | Սյունիքի       | 4. 505        | 134. 061    | Капан      |
| Тавуш      | Տավուշի        | 3. 120        | 121. 963    | Иџеван     |
| Ширак      | Շիրակի         | 2. 679        | 257. 242    | Гјумри     |